# Inspectoratul General pentru Imigrări
Inspectoratul General pentru Imigrări (IGI) este o structură de specialitate a administrației publice centrale din România, instituție publică cu personalitate juridică, în subordinea Ministerului Administrației și Internelor.
A fost înființat în anul 2012 prin reorganizarea Oficiului Român pentru Imigrări în vederea prevenirii și combaterii imigrației ilegale.